# Farah Quinn
Farah Farhanah, née le 8 avril 1980 à Bandung, est une cuisinière américaine connue pour ses émissions de télévision culinaires.
Elle a reçu le prix Panasonic Gobel 2013 en tant que meilleure présentatrice pour une émission de télévision sur les loisirs et le style de vie.

## Jeunesse
Farah Quinn est née à Bandung et a passé son enfance dans la région de Palembang.
Elle fréquente un lycée à Pittsbourg, puis a fréquenté l'université d'Indiana en Pennsylvanie pour obtenir un baccalauréat en finance. Son amour pour la nourriture a pris le dessus et elle a changé son domaine d'études en art culinaire et a obtenu un diplôme en art pâtisserie du Institut culinaire de Pennsylvanie.